# Ішівський заказник (Волинська область)
І́шівський зака́зник — загальнозоологічний заказник місцевого значення в Україні. Об'єкт розташований на території Володимирського району Волинської області, на північний захід від села Коритниця. 
Площа 152 га. Статус присвоєно згідно з розпорядженням представника Президента України у Волинській області від 26.05.1992 року № 132. Перебуває у віданні ДП «Володимир-Волинське ЛМГ» (Ішівське лісництво, кв. 39, вид. 18–34; кв. 40, вид. 1, 2, 4–22). 
Статус присвоєно для збереження частини лісового масиву з високобонітетними насадженнями віком понад 70 років сосни звичайної з домішкою дуба звичайного, берези повислої, вільхи чорної, що ростуть на перезволожених берегах річки Західний Буг. Заказник є місцем мешкання і розмноження багатьох видів тварин, серед яких: олень благородний, сарна європейська, кабан дикий, лисиця руда, заєць-русак, куниця лісова, вивірка звичайна, собака єнотоподібний, борсук європейський. Водяться численні види птахів, у тому числі рідкісний вид, занесений до Червоної книги України,— сорокопуд сірий.

## Галерея

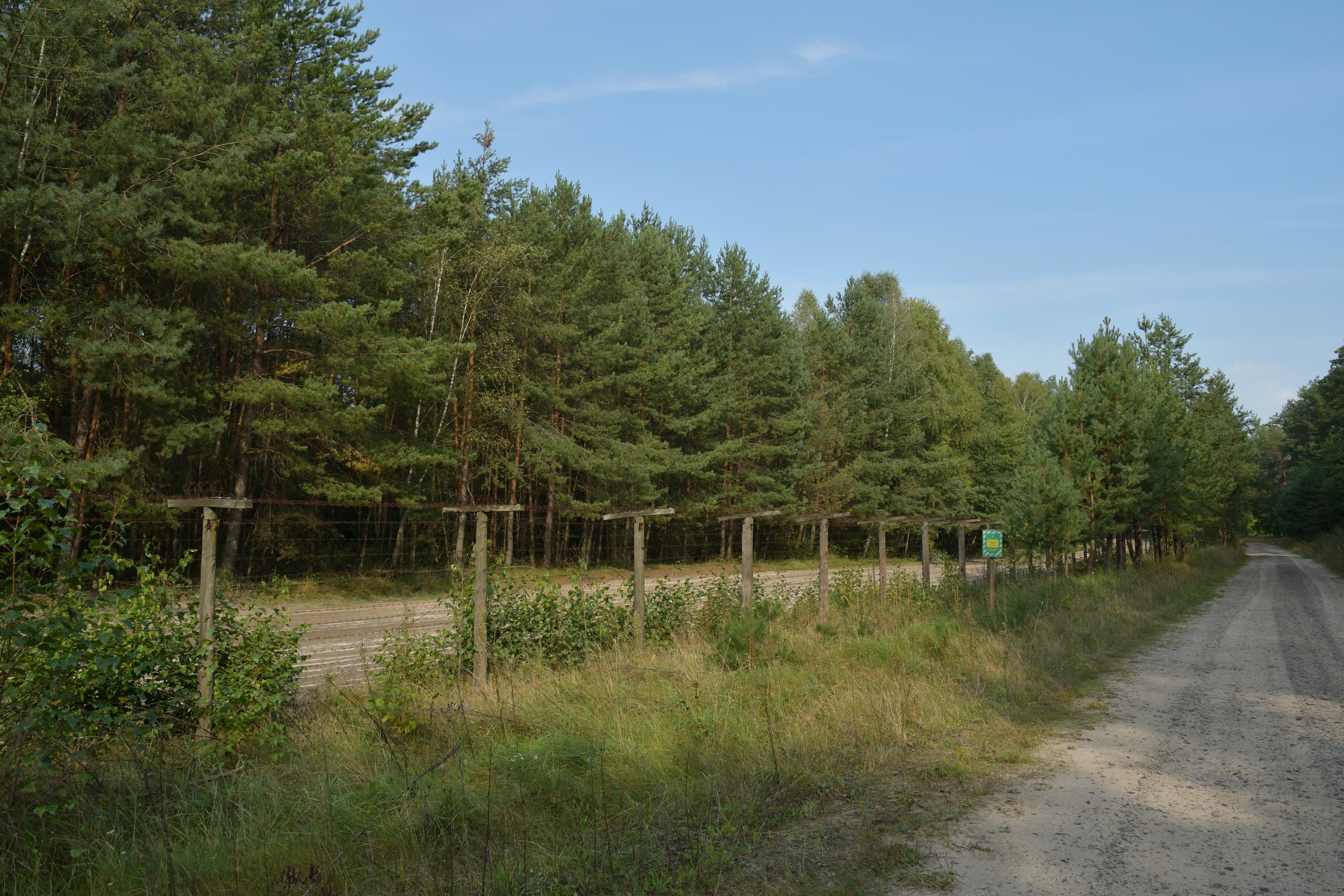
Вигляд з охоронною дошкою
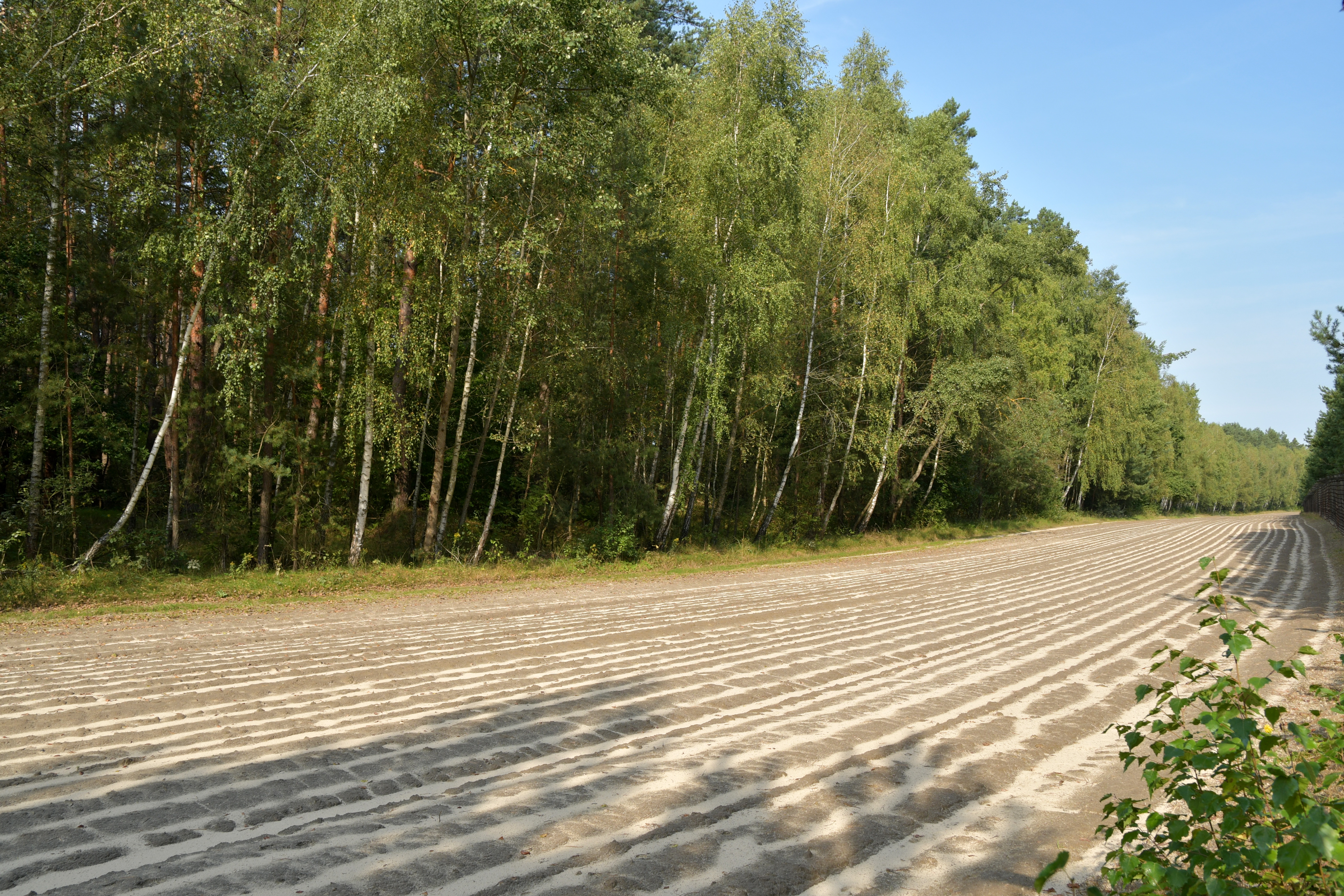
Вигляд біля державного кордону України
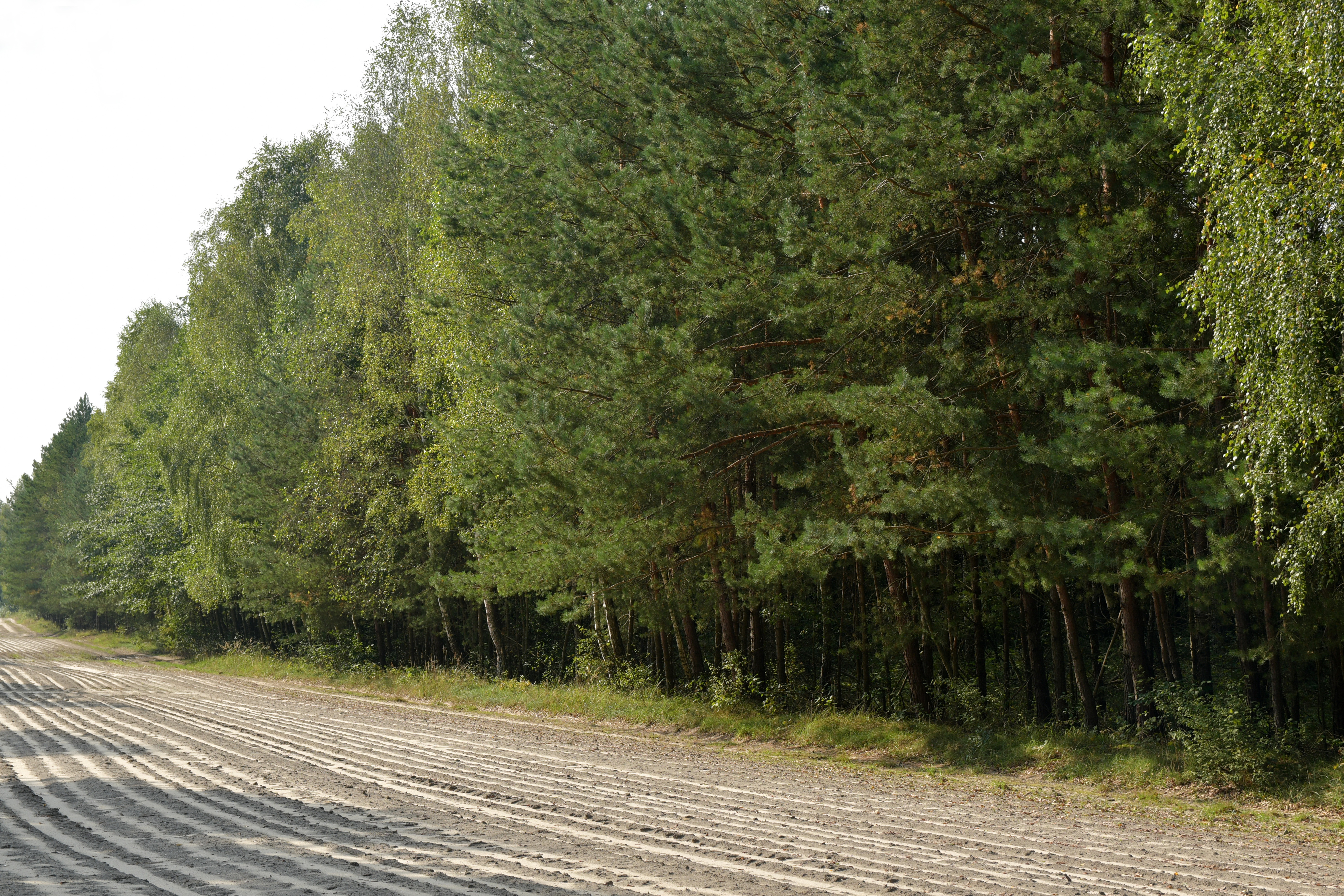
Вигляд біля державного кордону України